# Sauveur Petit de la Saussaye
Pour les articles homonymes, voir La Saussaye (homonymie).
Sauveur Abel Aubert Petit de la Saussaye, né en 1792 et mort en 1870, est un zoologiste, malacologiste et biologiste français. Il a été sous-commissaire de la Marine.

## Biographie
Sauveur Petit de la Saussaye est le fondateur et l'éditeur du Journal de conchyliologie.
Il décrit de nombreuses nouvelles espèces de mollusques, et rédigea des rapports sur ses recherches approfondies.
Son nom reste attaché à la classification des espèces sous le nom de "Petit de la Saussaye". Son nom se retrouve sous les termes "petitiana, petitii, petiti", etc. : 
Zonaria pyrum petitiana (Crosse, 1872), Neritina petitii (Récluz, 1841), Haminoea petitii (d'Orbigny, 1841).
Il réalisa une analyse du plan architectural de la sculpture des Chicoreus (Siratus) Jousseaume, (Gastropoda, Muricidae) des Caraïbes, avec description d'une espèce nouvelle. Il distingua les coquilles, d’après leurs habitudes, sous la dénomination de coquilles marines, fluviatiles, ou terrestres.

## Espèces et genres classés
- Acteon senegalensis (Petit de la Saussaye, 1851)
- Rimellopsis powisii (Petit de la Saussaye, 1840)
- Seychellaxis souleyetianus (Petit de la Saussaye, 1841)
- Thais capensis (Petit de la Saussaye, 1852)
- Triton loroisii Petit de la Saussaye, 1852, synonyme de Turritriton labiosus (Wood, 1828)[1]
- Recluzia Petit de la Saussaye, 1853
- Zophos baudoni (Petit de la Saussaye, 1853)
- Fusinus couei (Petit de la Saussaye, 1853)
- Xenophora caribaea Petit de la Saussaye, 1857

## Publications
- Notice à l’usage des personnes qui s’occupent de la recherche des coquilles
- Petit de la Saussaye S.A. 1851. Catalogue des mollusques marins qui vivent sur les côtes de la France. Journal de Conchyliologie, 2: 274-303.
- Petit de la Saussaye S.A. 1852. Suite du catalogue des coquilles marines des côtes de France. Journal de Conchyliologie, 3: 70-96.
- Petit de la Saussaye S.A. 1857. Supplément au catalogue des Mollusques marins qui vivent sur les côtes de la France. Journal de Conchyliologie, 6: 350-368.
- Catalogue des mollusques testacés des mers d'Europe. éditions F. Savy, Paris, 1869.